# Zanola verago
Zanola verago är en fjärilsart som beskrevs av Pieter Cramer 1777. Zanola verago ingår i släktet Zanola och familjen silkesspinnare. Inga underarter finns listade i Catalogue of Life.

## Bildgalleri

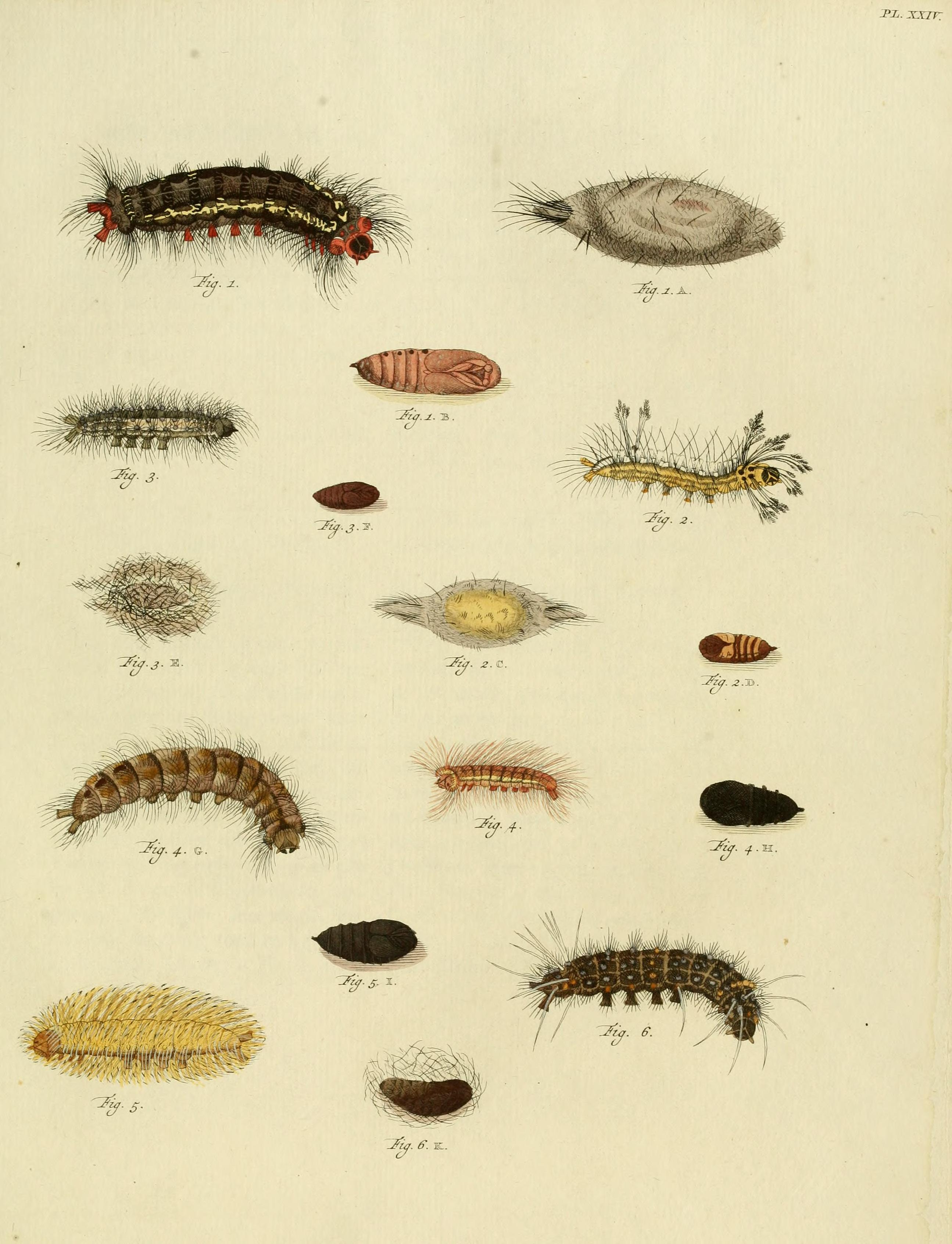
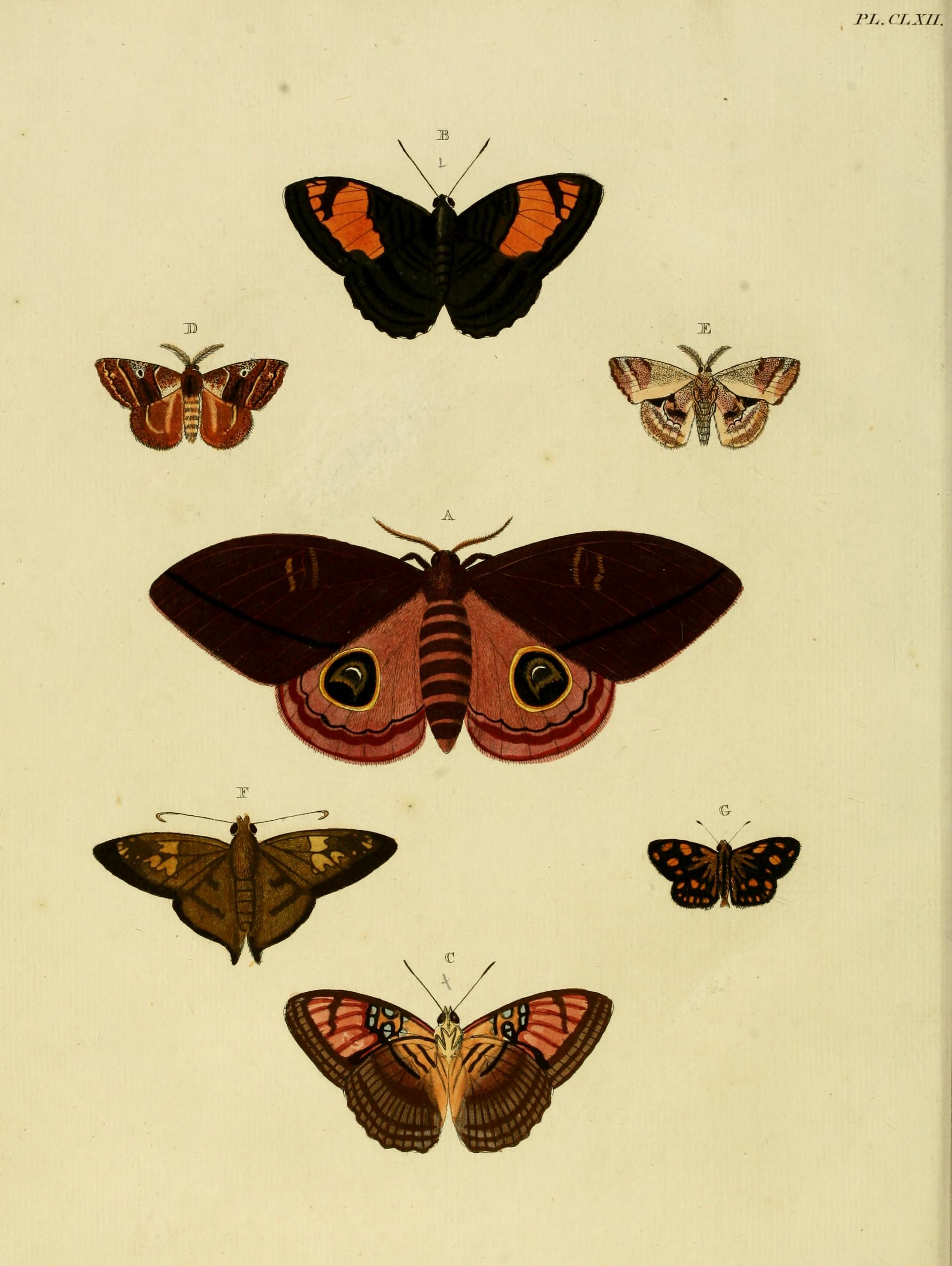
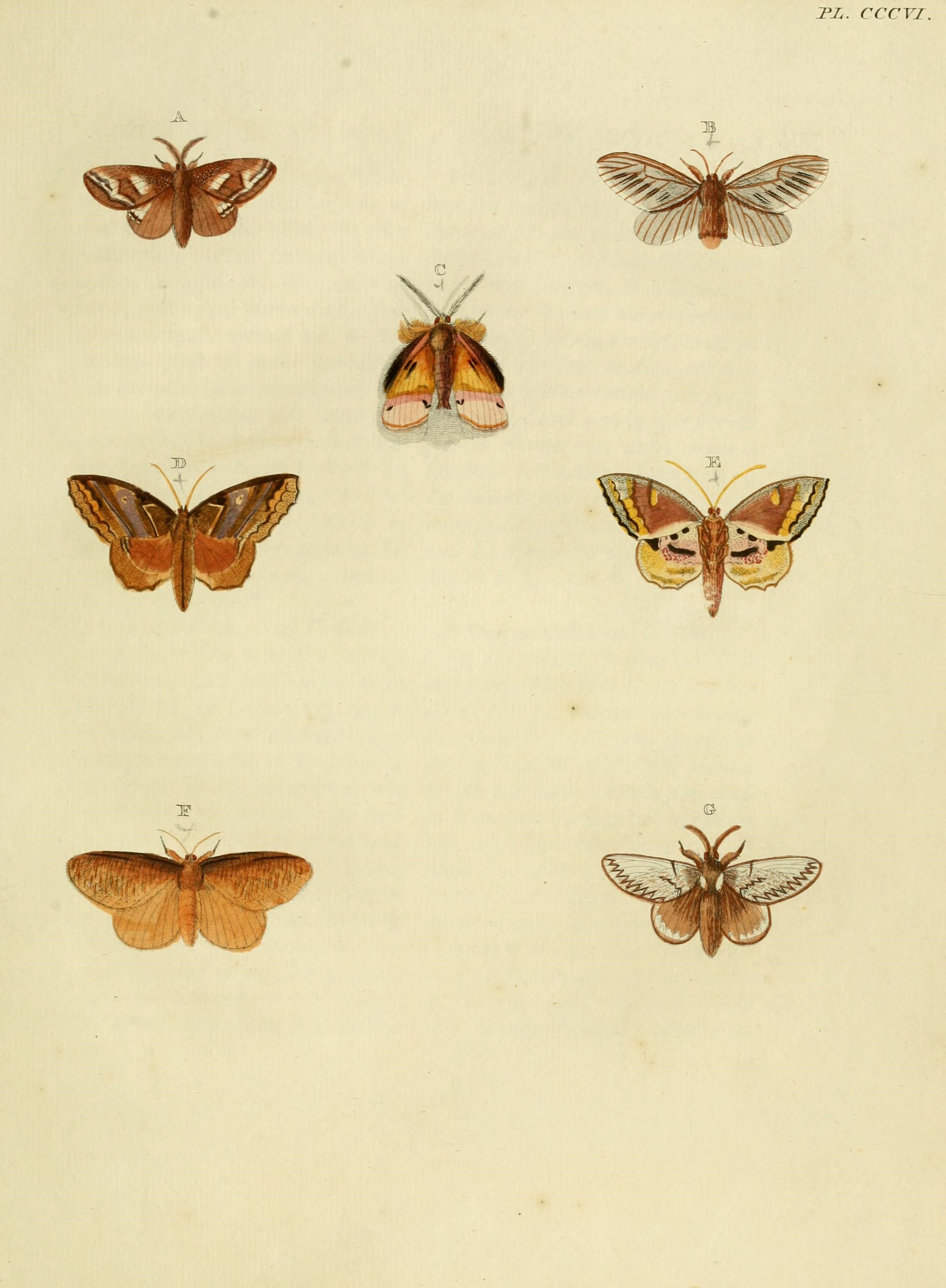